# Pisa catalana

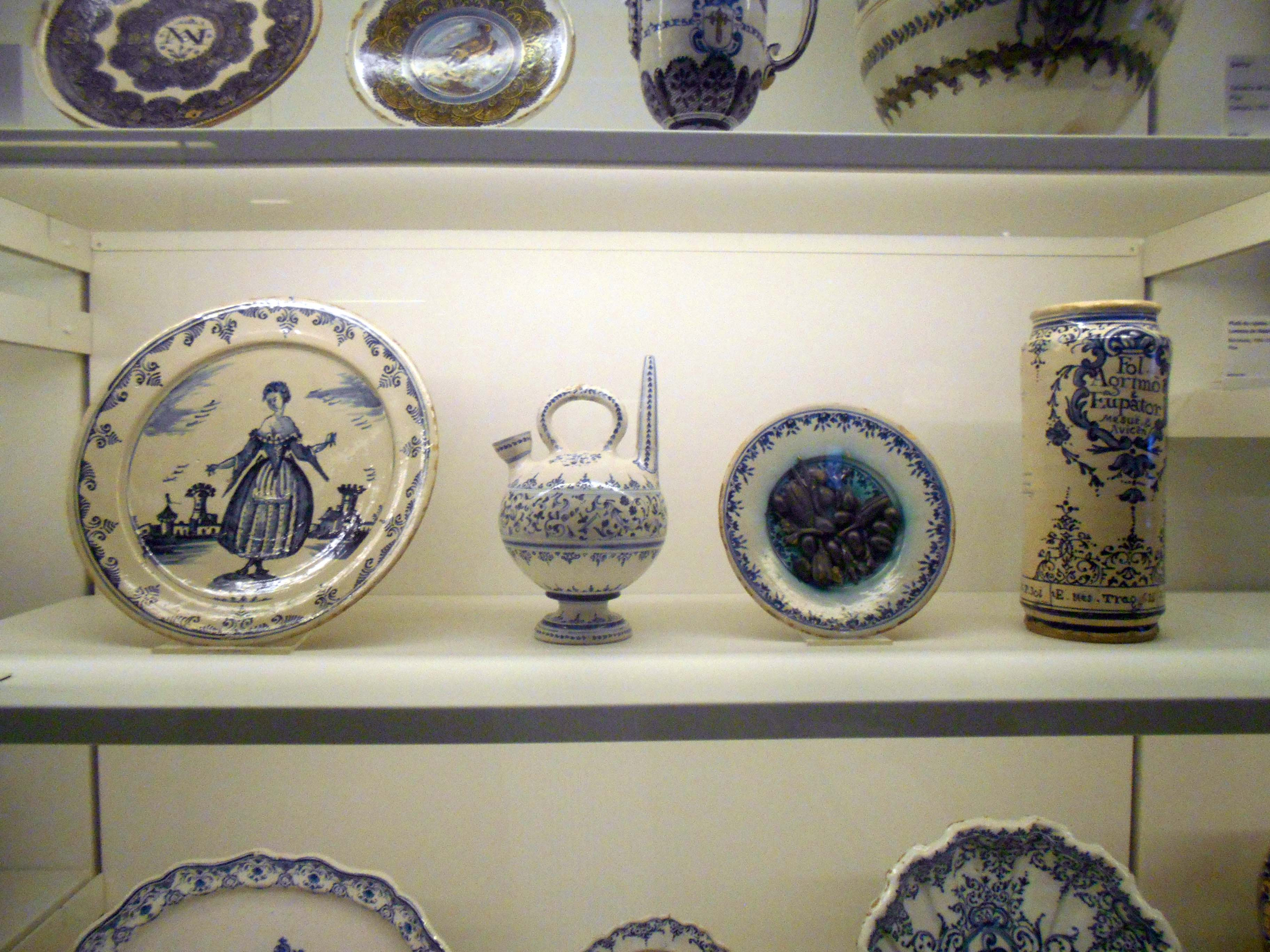
Plat, càntir, plat d'engany i pot de farmàcia, sèrie d'influència francesa, Barcelona, 1750-1775, Museu del Disseny de Barcelona

La pisa catalana és una de les principals modalitats de les arts decoratives a Catalunya. Va començar a destacar per la seva qualitat al segle xiii i va tenir un punt àlgid de la seva producció entre els segles xv i xviii. La major part de la seva producció es va centrar en peces de vaixella domèstica, però també es van elaborar obres per a la decoració, com les tradicionals rajoles dels oficis.

## Història

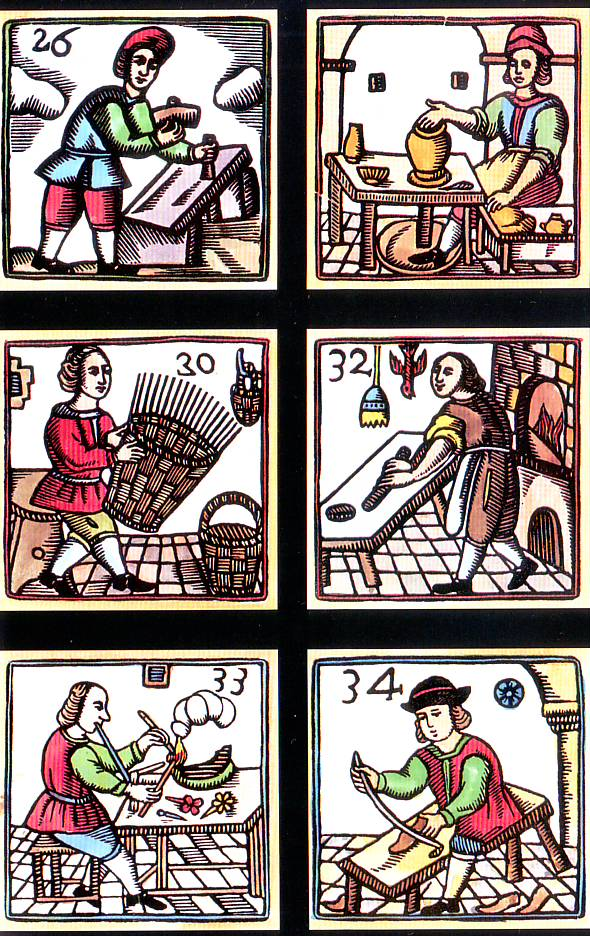
Rajoles dels oficis: picapedrers, terrissaires, cistellers, forners, boters i sabaters, d'un total de 48 recollits en la rajoleria catalana.

Les primeres mostres de rellevància són del segle xiii, quan es produïa una pisa estannífera en tons verd i morat semblant a les de Paterna i Terol, tot i que amb fons blanc i un dibuix més polit i precís. Els principals centres de producció estaven a Barcelona i Manresa, tot i que amb el temps va quedar la primera com el major centre de fabricació de pisa. L'origen d'aquesta pisa es troba en la ceràmica califal andalusina, que ja presentava aquesta bicromia verda i morada (color manganès), amb una engalba blanca a la qual s'afegia un vidriat d'estany. La catalana, bastant semblant a la de Paterna, es diferencia de la de Terol pel colorit groc-rosat de l'argila; pel to morat del manganès, més negrenc a Terol; i pel vidriat present solament en l'anvers, mentre que a Terol és pels dos costats. Les formes són més tosques i pesades que les de Paterna, terreny aquest en què coincideix amb la de Terol. Les principals tipologies de peces van ser: plats, gerros, escudelles, gibrells, pitxells, orses, llums d'oli, alcusses i pots de farmàcia. La decoració evidencia la influència mudèjar, amb tendència a l'horror vacui, amb motius geomètrics, vegetals, animals (reals i fantàstics), figures humanes —en escenes generalment de to satíric o moralitzador—, etc.
Entre els segles xv i xvi va ser freqüent un tipus de decoració monocroma en blau, potser per influència de la pisa de Paterna, que es donava tant en vaixelles com en rajoles, amb dibuixos realitzats «a trepa», és a dir, amb plantilla. Moltes de les peces d'aquesta època són importacions de Paterna i Manises, però a Barcelona es va donar una gran producció d'aquestes peces, generalment de formes senzilles i amb una decoració geomètrica o vegetal, també senzilla. Algunes d'aquestes peces s'han trobat com a farcit en les voltes de l'hospital de la Santa Creu. De 1461 es conserva un contracte d'associació entre un terrissaire català i un altre valencià anomenat Eiximèn per fabricar pisa. D'aquesta època són interessants uns pots de farmàcia conservats a Tarragona amb decoració de temes moriscs, anomenats pots blaus regalats perquè l'òxid de cobalt emprat per al color blau no es va fondre amb l'estany i apareix rajat sobre la ceràmica.
Entre els segles xvi i xvii es van produir a Barcelona i Reus peces de reflex daurat, amb una decoració d'estil renaixentista de motius humans o heràldics. Té el seu origen en la ceràmica nassarita de Granada i Màlaga, i va arribar a Catalunya via Manises. També es relaciona amb la pisa de Muel, sobretot a Reus. Aquí presenta un mudejarisme menys marcat, amb major presència de temes humans i religiosos. En la seva producció es denoten dues vessants, una més funcional i popular i una altra més fina i cuidada. El daurat —conegut per una fórmula de Nicolau Reyner de 1519— té un to rogenc, i el vidriat presenta certes impureses. Els reversos se solen decorar amb espirals i és habitual la presència de la signatura de l'artesà i la data. Les principals tipologies són plats, gerros, bols, escudelles, plaques, pots de farmàcia i piles d'aigua beneïda.

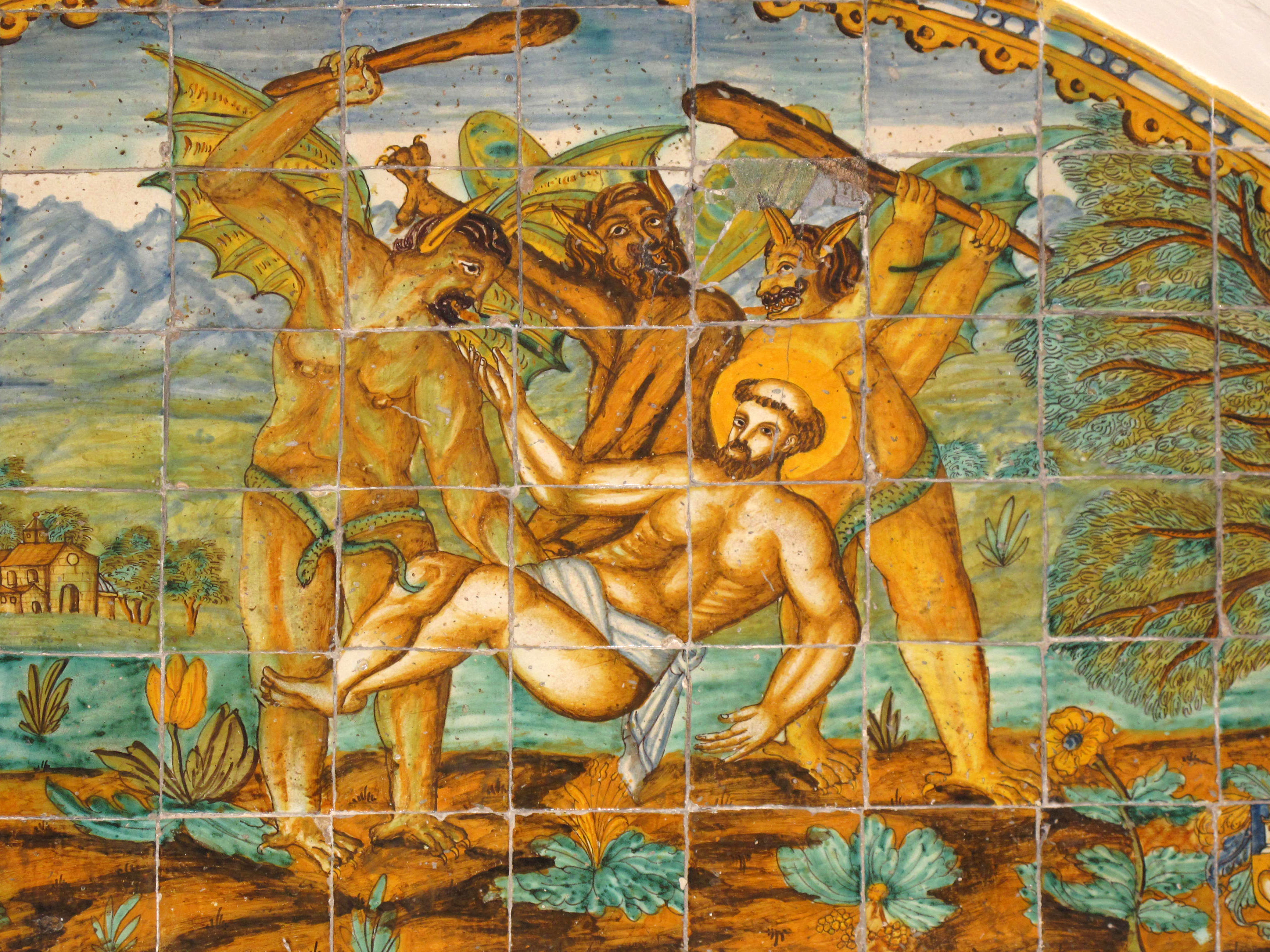
Detall d'un plafó del claustre del convent de Sant Francesc de Terrassa, obra de Llorenç Passoles

Al segle xvii la pisa daurada catalana es va diferenciar encara més de la de la resta d'Espanya, amb decoració més netament renaixentista. Les peces més característiques presenten un motiu central figurat i vorejat amb un tipus de fistons anomenats ungla. Els plats solien contenir gallons en l'ala, en tons blaus i daurats, o bé fulles pintades o en relleu, de perfil serrat o polilobulades. També són freqüents en aquesta centúria plats amb un fons de punts o traços elaborats amb pinzell pinta, sobre el qual es representen figures abillades amb vestits de l'època. Segons Joan Ainaud de Lasarte aquesta variant podria estar influïda per la ceràmica italiana de Montelupo.

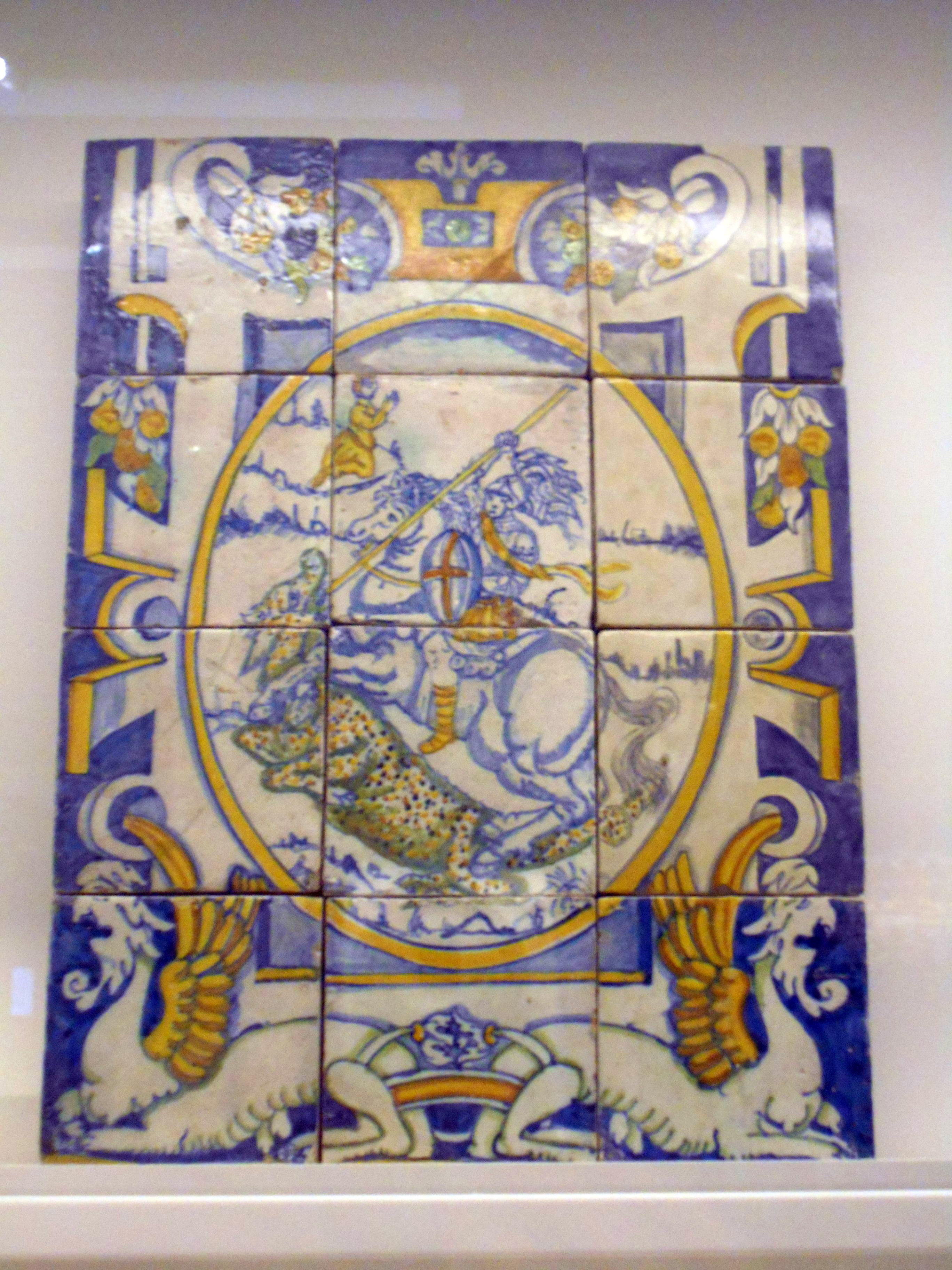
Plafó de Sant Jordi (1596-1597), de Lorenzo de Madrid

Entre els segles xvii i xviii va destacar la pisa en blau i blanc, tant en vaixella domèstica com en altres recipients com els pots de farmàcia, típics d'aquest període. Tenien una decoració d'estil una mica rústic amb escenes de festes populars, paisatges, vaixells, animals i altres tipus de representacions, generalment emmarcades en unes orles amb motius que servien sovint per reconèixer la seva procedència, donant nom a sèries com la «de la corbata», «de la ditada» o «de la panotxa». També en aquesta època es va donar un tipus de pisa monocroma en tons verds, blaus i ataronjats, amb motius ornamentals més elaborats.
Durant aquesta època també es va elaborar un tipus de ceràmica inspirada en la de Talavera, amb un origen al seu torn en la ceràmica polícroma italiana, especialment la pisana. Un talaverà, Lorenzo de Madrid, es va establir a Manresa i va iniciar la producció de rajoles d'aquest estil; és l'autor de la soleria de la sala del Consistori del palau de la Generalitat (1597). Un altre autor destacat va ser Llorenç Passoles, autor de les rajoles de la Casa de Convalescència de Barcelona. Un altre exemple rellevant és el panell de la batalla de Lepant a la capella del Roser de Valls, o els panells de La xocolatada i La cursa de braus conservats en el Museu del Disseny de Barcelona (1710).
Aquest tipus de pisa policroma es va donar també en rajoles, amb dibuixos de tipus religiós o popular; entre aquests últims destacaven les festes, els paisatges, les curses de braus i les batalles navals. Una variant molt popular van ser les rajoles dels oficis, decorades amb figures d'artesans dels diversos oficis de l'època, de moda entre els segles xvii i xix. Aquestes representacions derivaven de les auques típiques catalanes, amb un rerefons netament popular. Les més conegudes són les d'oficis, però també hi havia un altre tipus de representacions, com els bestiaris, que presentaven animals fantàstics i mitològics, la majoria presos de les processons del Corpus. Lluís Maria Llubià les va classificar segons el tema floral que servia de marc a les escenes principals, amb noms com a «margarida», «fulla de lliri», «palmell», «fulla de pita», etc.
Al segle xviii va anar decaient la qualitat de la pisa catalana. En la primera meitat d'aquesta centúria es va donar una pisa de color blau fosc, amb uns plats decorats amb motius de figures humanes, animals i vaixells, vorejats de motius vegetals i una petita butifarra, pel qual se'ls hi coneix com «de la butifarra». En la segona meitat del segle es va rebre la influència francesa, canalitzada a través de la ceràmica d'Alcora, amb motius com a garlandes, cireres, pendents, ones, puntes, etc.
Existeixen col·leccions de pisa catalana al Museu del Disseny de Barcelona i al Victoria & Albert Museum de Londres, entre d'altres.

## Galeria

Mostres al Museu del Disseny de Barcelona
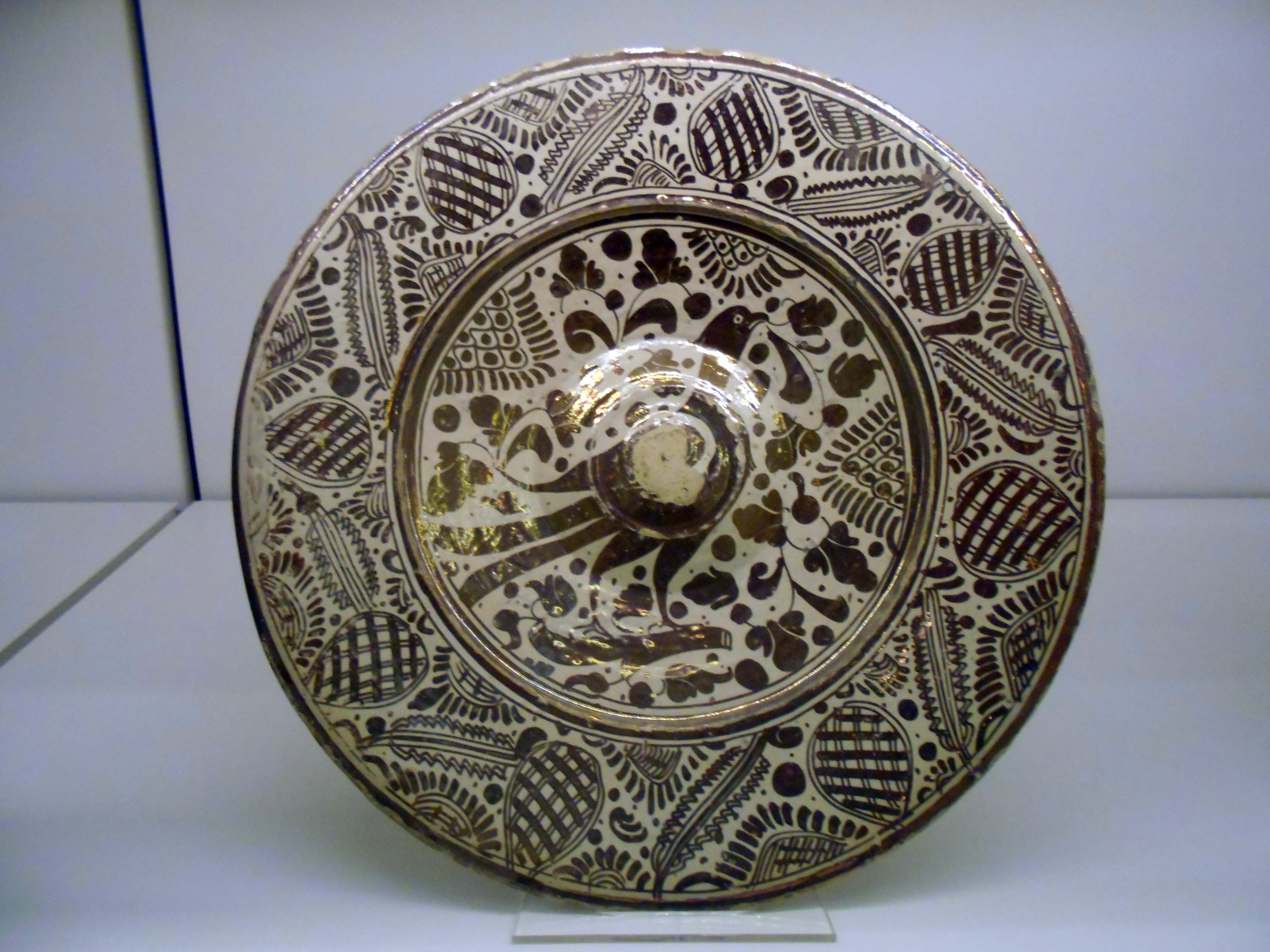
Plat, sèrie daurada, Barcelona (1500-1650)
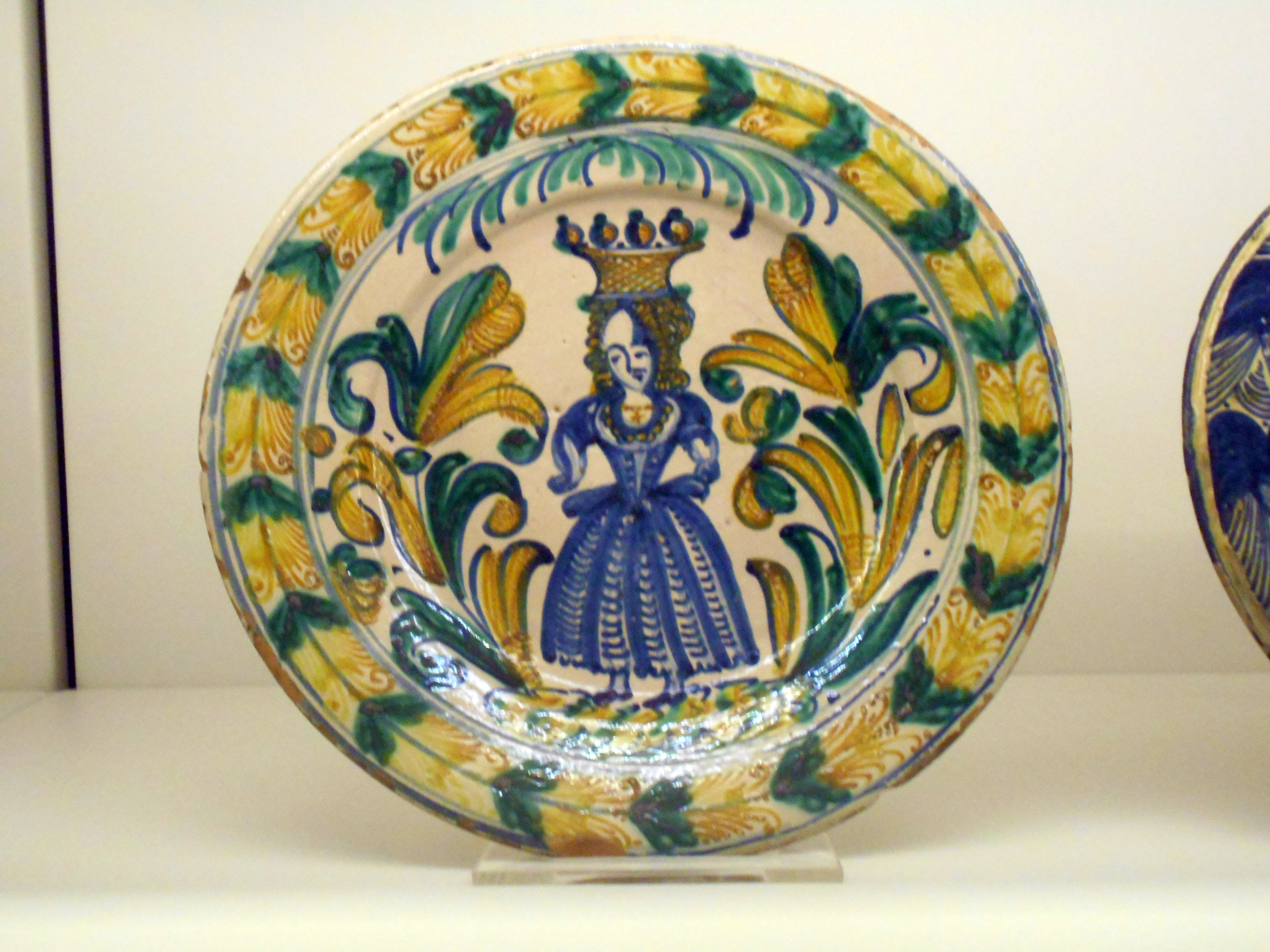
Plat, sèrie «de la panotxa» (1670-1690), Lleida
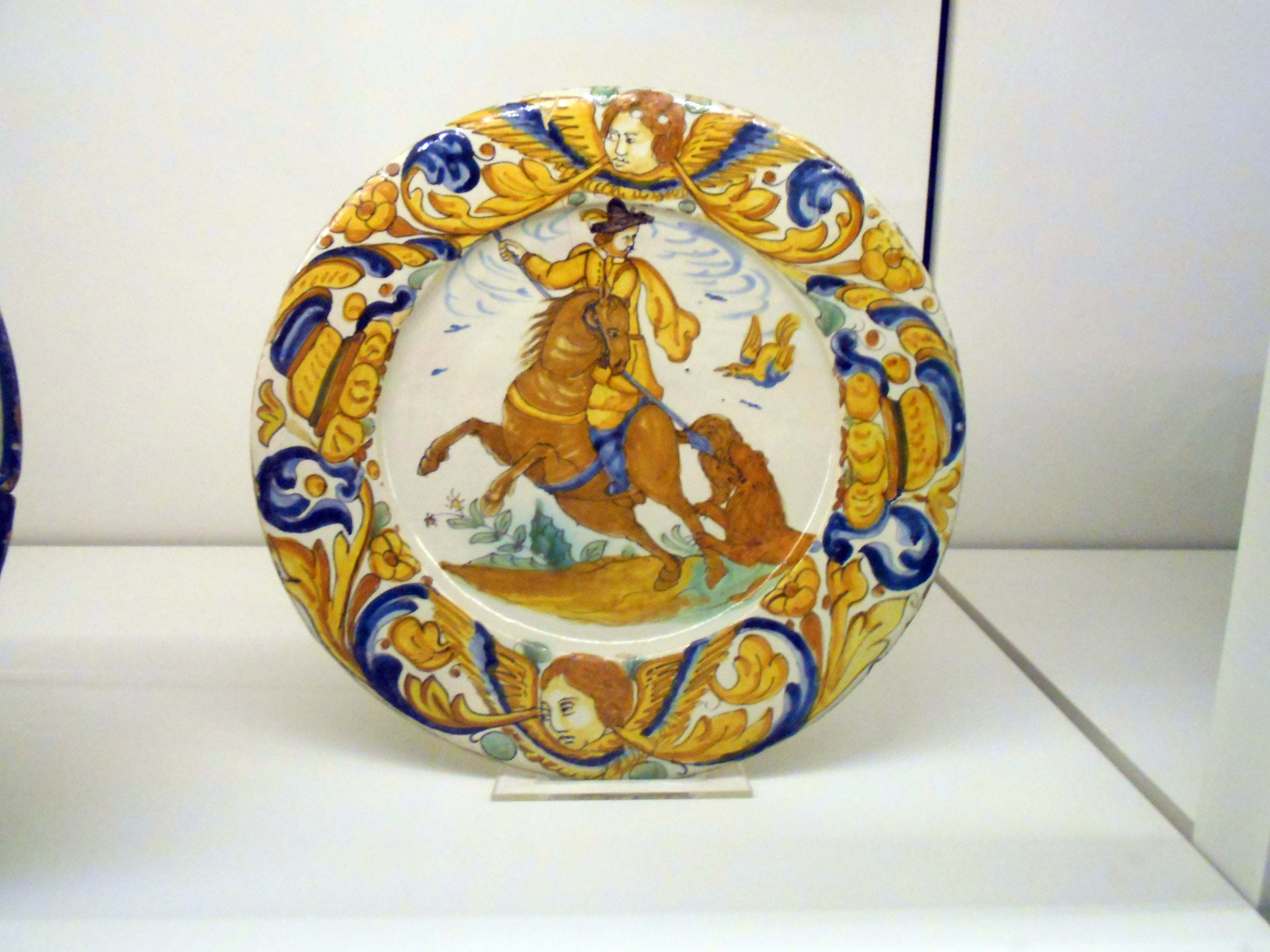
Plat, sèrie «de la margarida», Barcelona (1680-1750)
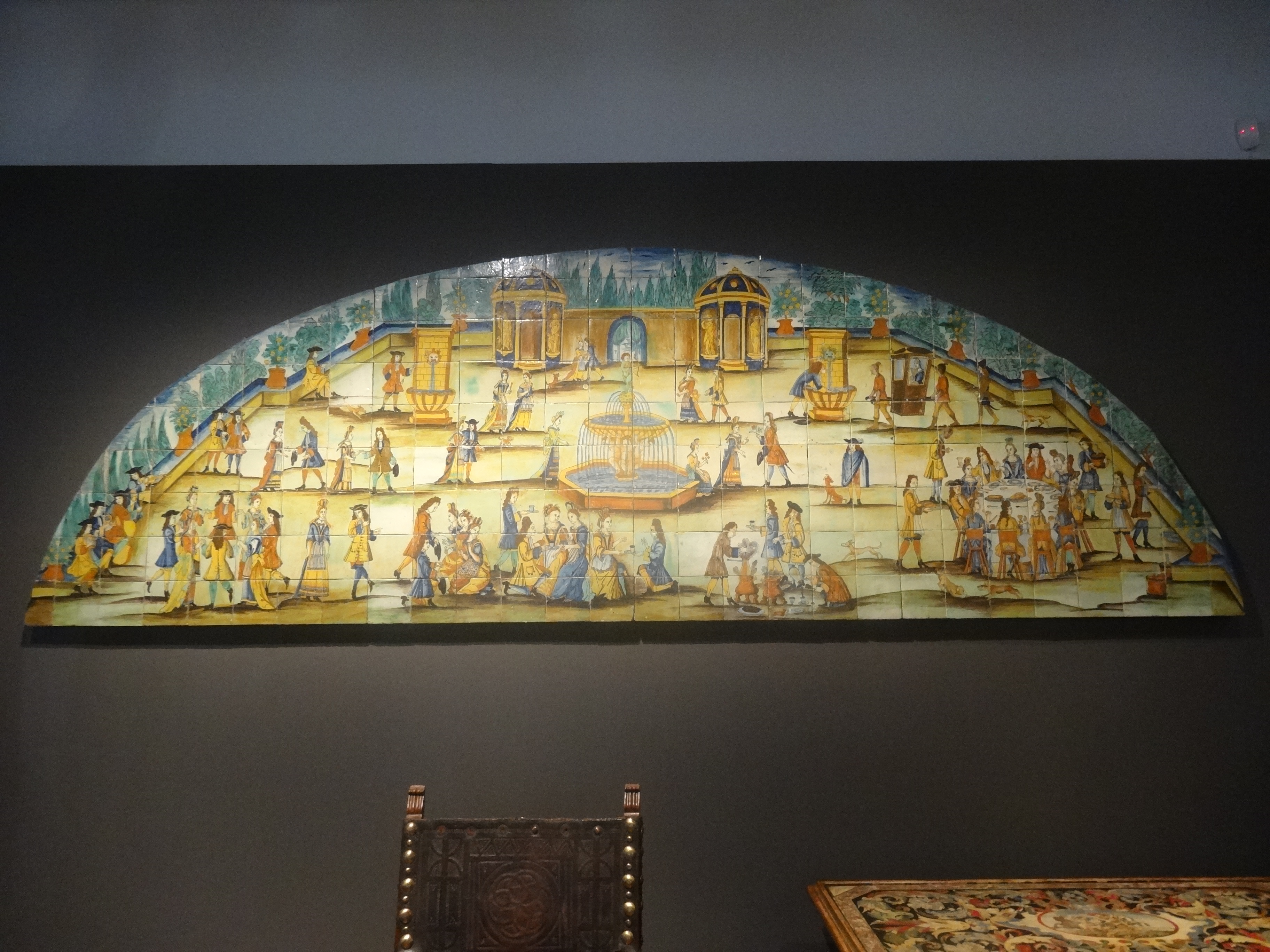
La xocolatada, Barcelona (1710)
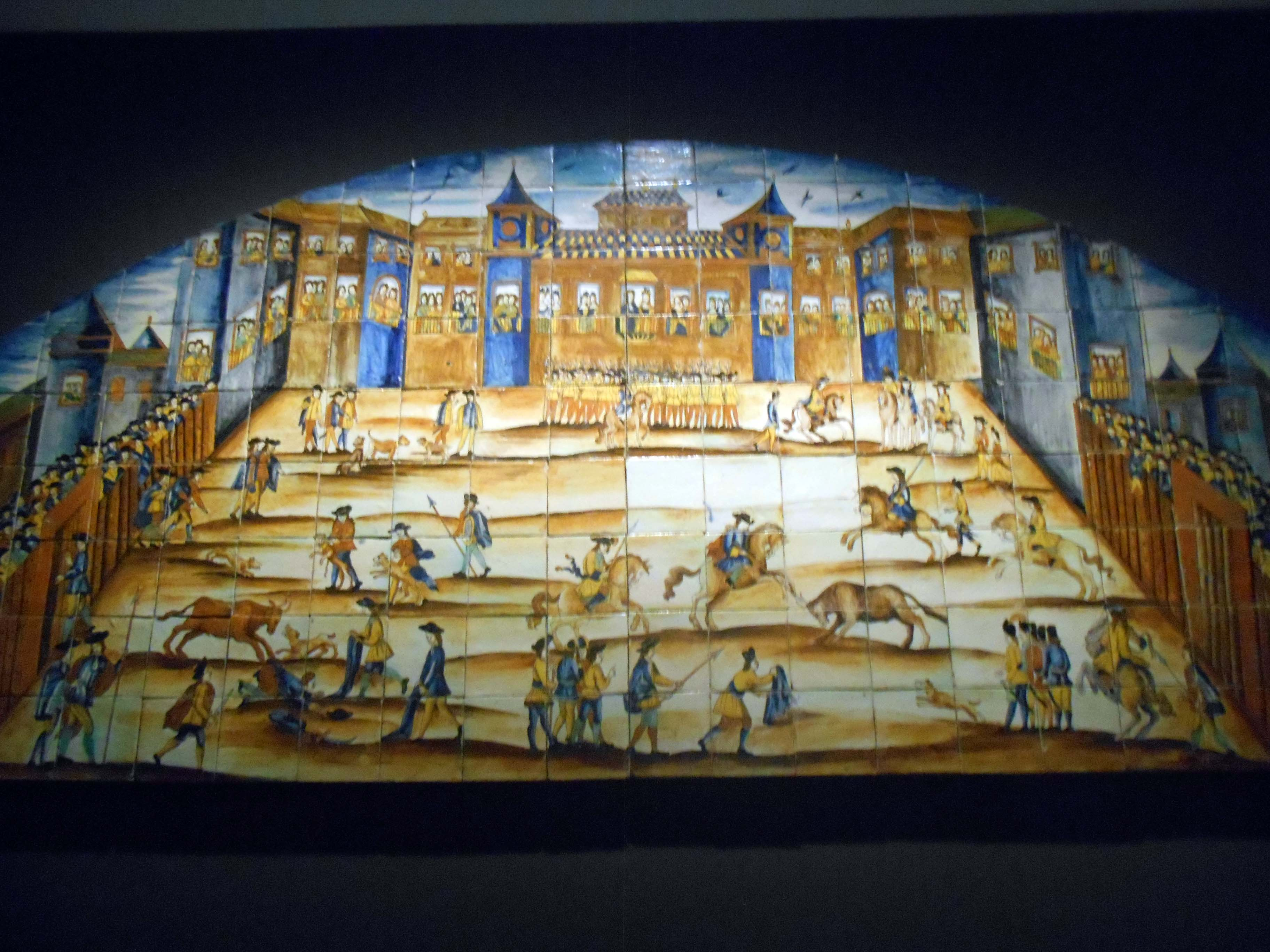
La cursa de braus, Barcelona (1710)
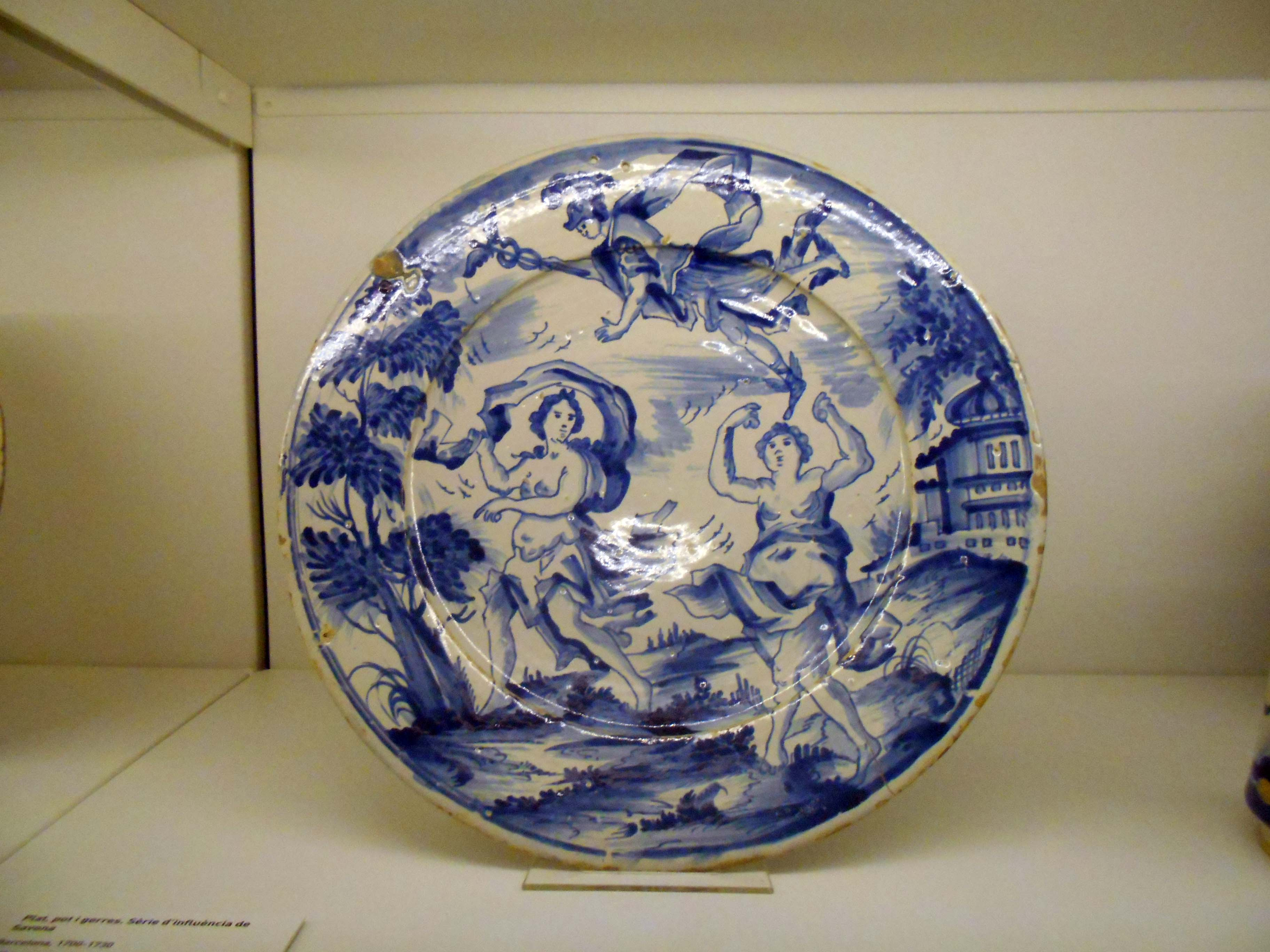
Plat, Barcelona (1700-1730)
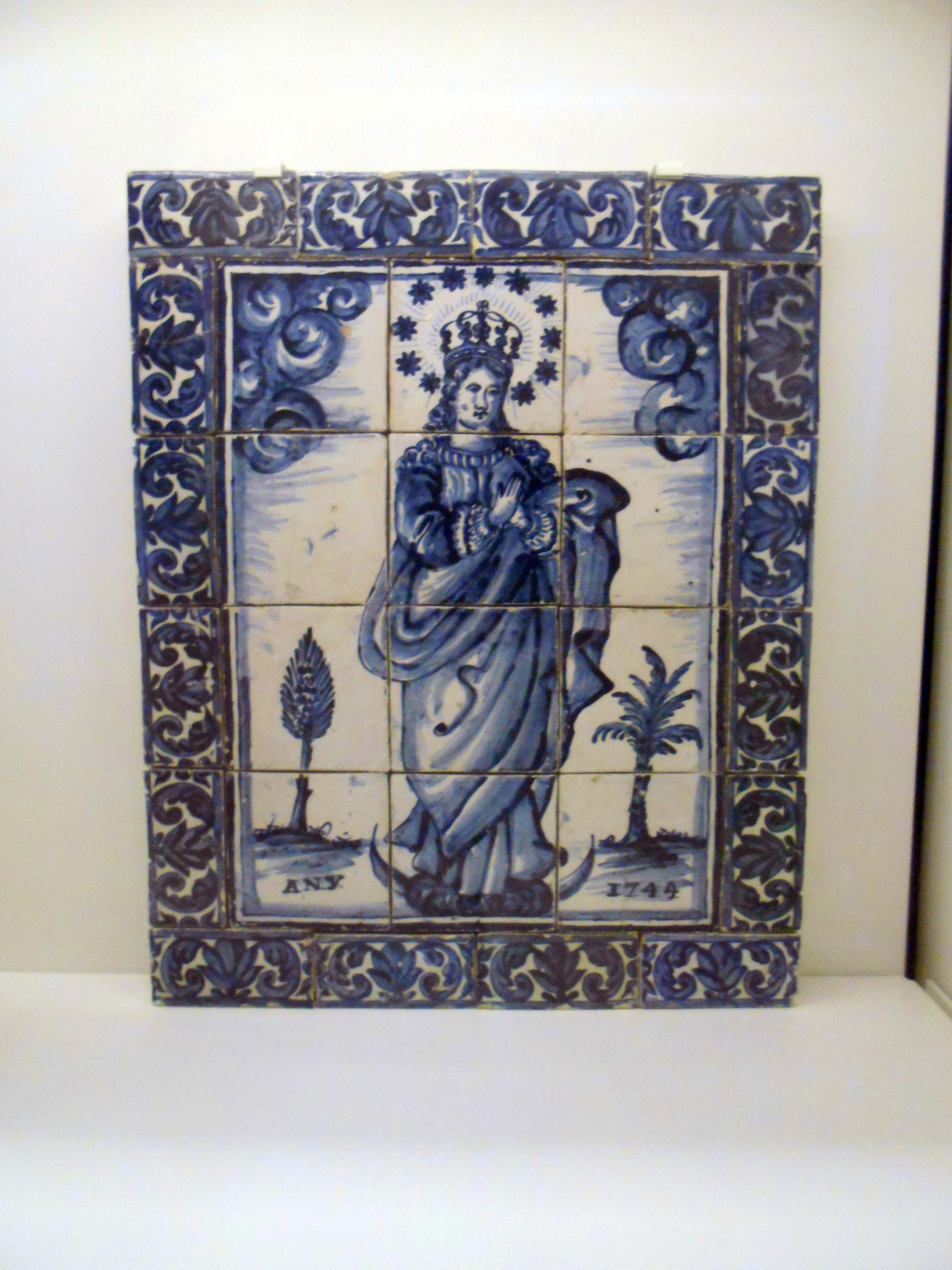
Plafó de la Immaculada Concepció, Barcelona (1744)